# Burstow
Burstow – wieś i civil parish w Anglii, w Surrey, w dystrykcie Tandridge. W 2011 roku civil parish liczyła 4333 mieszkańców.